# 勞倫斯縣 (俄亥俄州)
羅倫斯縣（英語：Lawrence County）是美國俄亥俄州南部的一個縣，南隔俄亥俄河與肯塔基州和西維吉尼亞州相望。面積1,184平方公里。根据美国人口调查局2000年统计，共有人口62,319人。縣治艾昂頓 (Ironton)。
成立於1815年，縣名紀念1812年戰爭中戰死的海軍軍官詹姆斯·羅倫斯。